# 紇石烈良弼
紇石烈良弼（1119年—1178年6月24日），姓紇石烈，本名娄室。金國海陵王、世宗時宰相。
得到完颜希尹的推荐，1132年，在北京教授女真文。1135年，紇石烈良弼升任尚书省令史，吏部主事。之后历任刑部尚书、尚书左右丞。后来规劝完颜亮不要南征南宋，完颜亮不从。金世宗即位后，任命紇石烈良弼为同平章事，主持修纂《太宗实录》、《熙宗实录》。在对西夏政策上，反对任得敬分国，号称重农贤相。